# Lijst van voetbalinterlands Chili - Noord-Ierland
Deze lijst van voetbalinterlands is een overzicht van alle officiële voetbalwedstrijden tussen de nationale teams van Chili en Noord-Ierland. De landen speelden tot op heden vier keer tegen elkaar. De eerste ontmoeting, een vriendschappelijke wedstrijd, werd gespeeld in Belfast op 26 mei 1989. Het laatste duel, eveneens een vriendschappelijke wedstrijd, vond plaats op 4 juni 2014 in Valparaíso.

## Wedstrijden
| № | Plaats     | Datum       | Competitie        | Wedstrijd             | Uitslag |
| - | ---------- | ----------- | ----------------- | --------------------- | ------- |
| 1 | Belfast    | 26 mei 1989 | Vriendschappelijk | Noord-Ierland – Chili | 0 – 1   |
| 2 | Edmonton   | 25 mei 1995 | Vriendschappelijk | Chili – Noord-Ierland | 2 – 1   |
| 3 | Santiago   | 30 mei 2010 | Vriendschappelijk | Chili – Noord-Ierland | 1 – 0   |
| 4 | Valparaíso | 4 juni 2014 | Vriendschappelijk | Chili – Noord-Ierland | 2 – 0   |

## Samenvatting
| Competitie        | Totaal gespeeld | Winst Chili | Gelijk | Winst Noord-Ierland | Doelsaldo Chili – Noord-Ierland |
| ----------------- | --------------- | ----------- | ------ | ------------------- | ------------------------------- |
| Vriendschappelijk | 4               | 4           | 0      | 0                   | 6 − 1                           |
| Totaal            | 4               | 4           | 0      | 0                   | 6 − 1                           |

Wedstrijden bepaald door strafschoppen worden, in lijn met de FIFA, als een gelijkspel gerekend.

## Details

### Eerste ontmoeting
| Vriendschappelijk (Belfast, Noord-Ierland, 26 mei 1989): |              | |
| Noord-Ierland | 0 – 1        | Chili |
| | goals        | 43' Fernando Astengo |
| Billy Bingham | bondscoach   | Orlando Aravena |
| Thomas Wright Gary Fleming Alan McDonald Mal Donaghy Anton Rogan Daniel Wilson 75' David McCreery 75' Michael O'Neill Kevin Wilson 64' James Quinn 64' Colin Clarke | opstellingen | Roberto Rojas Leonel Contreras Rubén Espinoza Hugo González 46' Fernando Astengo Patricio Reyes Alejandro Hisis Jaime Pizarro Jaime Vera 46' Juan Carlos Letelier 85' Osvaldo Hurtado |
| Liam Coyle 64' Kingsley Black 64' Colin O'Neill 75' Robert Dennison 75'                                                                                             | wissels      | 46' Juvenal Olmos 46' Juan Covarrubias 85' Luis Pérez |
| Michael O'Neill ??' | gele kaarten | |
| - Debuut van Colin O'Neill (Motherwell FC) en Liam Coyle (Derry City FC) voor Noord-Ierland.                                                                        |              | |

### Tweede ontmoeting
| Vriendschappelijk (Edmonton, Canada, 25 mei 1995): |              | |
| Chili | 2 – 1        | Noord-Ierland |
| Esteban Valencia 74' Patricio Mardones 81' | goals        | 6' Iain Dowie |
| Xabier Azkargorta | bondscoach   | Bryan Hamilton |
| Marco Cornez Miguel Ramírez Ronald Fuentes Clarence Acuña Gabriel Mendoza Patricio Mardones Luis Musrri 46' Fabián Guevara Rodrigo Pérez 46' Rodrigo Goldberg 46' Marcelo Salas | opstellingen | Alain Fettis 85' Pat McGibbon Alan McDonald Gerald Taggart Nigel Worthington Neil Lennon 82' Gerry McMahon 89' Jim Magilton Keith Rowland Michael Hughes 79' Iain Dowie |
| Fabián Estay 46' Esteban Valencia 46' Sebastián Rozental 46' | wissels      | 79' Phil Gray 82' Keith Gillespie 85' Darren Patterson 89' George O'Boyle                                                                                               |
| - Debuut van aanvaller Sebastián Rozental voor Chili. |              | |

### Derde ontmoeting
| Vriendschappelijk (Santiago, Chili, 30 mei 2010): |              | |
| Chili | 1 – 0        | Noord-Ierland |
| Esteban Paredes 30' | goals        | |
| Marcelo Bielsa | bondscoach   | Nigel Worthington |
| Miguel Pinto Arturo Vidal 76' Ismael Fuentes Pablo Contreras Roberto Cereceda Mauricio Isla Mark González 63' Matías Fernández 89' Marco Estrada Gonzalo Fierro Esteban Paredes | opstellingen | 46' Alan Blayney 46' Stephen Craigan 55' Ryan McGivern Gareth McAuley 46' Michael Bryan Jamie Mulgrew 73' Johnny Gorman 46' Robert Garrett Corry Evans Rory Patterson Andy Little |
| Fabián Orellana 63' Carlos Ross 76' Felipe Gutiérrez 89' | wissels      | 46' Michael McGovern 46' Rory McArdle 46' Jamie Lawrie 46' Kevin Braniff 55' Colin Coates 73' Josh Magennis                                                                       |
| | gele kaarten | 27' Robert Garrett 87' Michael McGovern |
| - Debuut van doelman Michael McGovern (Ross County FC) voor Noord-Ierland. |              | |

### Vierde ontmoeting
| Vriendschappelijk (Valparaíso, Chili, 4 juni 2014): |              | |
| Chili | 2 – 0        | Noord-Ierland |
| Eduardo Vargas 79' Mauricio Pinilla 82' | goals        | |
| Jorge Sampaoli | bondscoach   | Michael O'Neill |
| Johnny Herrera Gary Medel 77' Francisco Silva José Rojas Mauricio Isla Marcelo Díaz 85' Jorge Valdivia 77' Carlos Carmona 59' Eugenio Mena Fabián Orellana 59' Esteban Paredes 60' | opstellingen | Roy Carroll 89' Corry Evans Conor McLaughlin Luke McCullough Aaron Hughes 71' Ryan McLaughlin Oliver Norwood Sammy Clingan Steven Davis 78' Shane Ferguson 62' Billy McKay |
| Charles Aránguiz 59' Eduardo Vargas 59' Alexis Sánchez 60' Arturo Vidal 77' Mauricio Pinilla 77' Felipe Gutiérrez 85'                                                              | wissels      | 62' Josh Magennis 70' Conor McLaughlin 78' Daniel Lafferty 89' Liam Donnelly                                                                                               |
| Gary Medel ??' Marcelo Díaz 48' | gele kaarten | 69' Josh Magennis |
| - Debuut van Liam Donnelly (Fulham FC) voor Noord-Ierland. |              | |

FFCh · A-internationals · Selecties · Bondscoaches · Chileens vrouwenelftal · Olympisch elftal · Chili U21 · Chili U20 · Chili U19 · Chili U18 · Chili U17
1910 – 1919 ·
1920 – 1929 ·
1930 – 1939 ·
1940 – 1949 ·
1950 – 1959 ·
1960 – 1969 ·
1970 – 1979 ·
1980 – 1989 ·
1990 – 1999 ·
2000 – 2009 ·
2010 – 2019 ·
2020 – 2029
WK 1930 · 
WK 1950 · 
WK 1962 · 
WK 1966 · 
WK 1974 · 
WK 1982 · 
WK 1998 · 
WK 2010 · 
WK 2014
OS 1928 · 
OS 1952 · 
OS 1984 · 
OS 2000
1910 · 
1911 · 1912 · 
1913 · 
1914 · 1915 · 
1916 · 
1917 · 
1918 · 
1919 · 
1920 · 
1921 · 
1922 · 
1923 · 
1924 · 
1925 · 
1926 · 
1927 · 
1928 · 
1929 · 
1930 · 
1931 · 1932 · 1933 · 1934 · 
1935 · 
1936 · 
1937 · 
1938 · 
1939 · 
1940 · 
1941 · 
1942 · 
1943 · 1944 · 
1945 · 
1946 · 
1947 · 
1948 · 
1949 · 
1950 · 
1951 · 
1952 · 
1953 · 
1954 · 
1955 · 
1956 · 
1957 · 
1958 · 
1959 · 
1960 · 
1961 · 
1962 · 
1963 · 
1964 · 
1965 · 
1966 · 
1967 · 
1968 · 
1969 · 
1970 · 
1971 · 
1972 · 
1973 · 
1974 · 
1975 · 
1976 · 
1977 · 
1978 · 
1979 · 
1980 · 
1981 · 
1982 · 
1983 · 
1984 · 
1985 · 
1986 · 
1987 · 
1988 · 
1989 · 
1990 ·
1991 · 
1992 · 
1993 · 
1994 · 
1995 · 
1996 · 
1997 · 
1998 · 
1999 · 
2000 · 
2001 · 
2002 · 
2003 · 
2004 · 
2005 · 
2006 · 
2007 · 
2008 · 
2009 · 
2010 · 
2011 · 
2012 · 
2013 · 
2014 · 
2015 · 
2016 ·
2017 ·
2018 ·
2019 ·
2020 ·
2021 ·
2022 ·
2023 ·
2024
Albanië ·
Algerije ·
Argentinië ·
Armenië ·
Australië ·
België ·
Bolivia ·
Bosnie en Herzegovina ·
Brazilië ·
Bulgarije ·
Burkina Faso ·
Canada ·
China ·
Colombia ·
Costa Rica ·
Cuba ·
DDR ·
Denemarken ·
Dominicaanse Republiek ·
Duitsland ·
Ecuador ·
Egypte ·
El Salvador · 
Engeland ·
Estland ·
Finland ·
Frankrijk ·
Ghana · 
Griekenland ·
Guatemala ·
Guinee ·
Haïti ·
Honduras ·
Hongarije ·
Ierland ·
IJsland ·
Irak ·
Iran ·
Israël ·
Italië ·
Ivoorkust ·
Jamaica ·
Japan ·
Joegoslavië ·
Kameroen ·
Kroatië ·
Litouwen ·
Marokko ·
Mexico ·
Nederland ·
Nieuw-Zeeland · 
Noord-Ierland ·
Noord-Korea ·
Oekraïne · 
Oman · 
Oostenrijk ·
Palestina ·
Panama · 
Paraguay ·
Peru ·
Polen ·
Portugal · 
Qatar ·
Roemenië · 
Rusland ·
Saoedi-Arabië ·
Schotland ·
Senegal ·
Servië ·
Slowakije ·
Sovjet-Unie ·
Spanje ·
Togo ·
Trinidad en Tobago ·  
Tsjecho-Slowakije ·
Tunesië · 
Turkije · 
Uruguay ·
Venezuela ·
Verenigde Arabische Emiraten ·
Verenigde Staten ·
Wales ·
Zambia ·
Zuid-Afrika ·
Zuid-Korea ·
Zweden ·
Zwitserland
Algerije (1982) · 
Australië (2014) · 
Brazilië (2014) · 
Honduras (2010) · 
Nederland (2014) · 
Oostenrijk (1982) · 
Spanje (2010) · 
Spanje (2014) · 
West-Duitsland (1982) · 
Zwitserland (2010)
IFA · A-internationals · Selecties · Bondscoaches · Noord-Iers vrouwenelftal · Brits olympisch elftal · N-Ierland U21 · N-Ierland U20 · N-Ierland U19 · N-Ierland U18 · N-Ierland U17 · N-Ierland U16
1882 – 1899 ·
1900 – 1919 ·
1920 – 1929 ·
1930 – 1939 ·
1940 – 1949 ·
1950 – 1959 ·
1960 – 1969 ·
1970 – 1979 ·
1980 – 1989 ·
1990 – 1999 ·
2000 – 2009 ·
2010 – 2019 ·
2020 – 2029
EK 2016
WK 1958 · 
WK 1982 · 
WK 1986
1921 · 
1922 · 
1923 · 
1924 · 
1925 · 
1926 · 
1927 · 
1928 · 
1929 · 
1930 · 
1931 · 
1932 · 
1933 · 
1934 · 
1935 · 
1936 · 
1937 · 
1938 · 
1939 · 
1940 · 1941 · 1942 · 1943 · 1944 · 1945 · 
1946 · 
1947 · 
1948 · 
1949 · 
1950 · 
1952 · 
1952 · 
1953 · 
1954 · 
1955 · 
1956 · 
1957 · 
1958 · 
1959 · 
1960 · 
1961 · 
1962 · 
1963 · 
1964 · 
1965 · 
1966 · 
1967 · 
1968 · 
1969 · 
1970 · 
1971 · 
1972 · 
1973 · 
1974 · 
1975 · 
1976 · 
1977 · 
1978 · 
1979 · 
1980 · 
1981 · 
1982 · 
1983 · 
1984 · 
1985 · 
1986 · 
1987 · 
1988 · 
1989 · 
1990 ·
1991 · 
1992 · 
1993 · 
1994 · 
1995 · 
1996 · 
1997 · 
1998 · 
1999 · 
2000 · 
2001 · 
2002 · 
2003 · 
2004 · 
2005 · 
2006 · 
2007 · 
2008 · 
2009 · 
2010 · 
2011 · 
2012 · 
2013 · 
2014 · 
2015 · 
2016 · 
2017 · 
2018 · 
2019 · 
2020 · 
2021 ·
2022 ·
2023 ·
2024
Albanië ·
Algerije ·
Andorra ·
Argentinië ·
Armenië ·
Australië ·
Azerbeidzjan ·
Barbados ·
België ·
Bosnië en Herzegovina ·
Brazilië ·
Bulgarije ·
Canada ·
Chili ·
Colombia ·
Costa Rica ·
Cyprus ·
Denemarken ·
Duitsland ·
Engeland ·
Estland ·
Faeröer ·
Finland ·
Frankrijk ·
Georgië · 
Griekenland ·
Honduras ·
Hongarije ·
Ierland ·
IJsland ·
Israël ·
Italië ·
Joegoslavië ·
Kazachstan ·
Kosovo ·
Kroatië ·
Letland ·
Liechtenstein ·
Litouwen ·
Luxemburg · 
Malta ·
Marokko ·
Mexico ·
Moldavië ·
Montenegro ·
Nederland ·
Nieuw-Zeeland ·
Noorwegen ·
Oekraïne ·
Oostenrijk ·
Panama ·
Polen ·
Portugal ·
Qatar ·
Roemenië ·
Rusland ·
Saint Kitts en Nevis ·
San Marino ·
Schotland ·
Servië ·
Servië en Montenegro ·
Slovenië ·
Slowakije ·
Sovjet-Unie ·
Spanje ·
Thailand ·
Trinidad en Tobago ·
Tsjechië ·
Tsjecho-Slowakije ·
Turkije ·
Uruguay ·
Verenigde Staten ·
Wales ·
Wit-Rusland · 
Zuid-Korea ·
Zweden ·
Zwitserland
Frankrijk (1982) · Oekraïne (2016) · Oostenrijk (1982) · Polen (2016)